# Humber (Automarke)

Humber-Logo

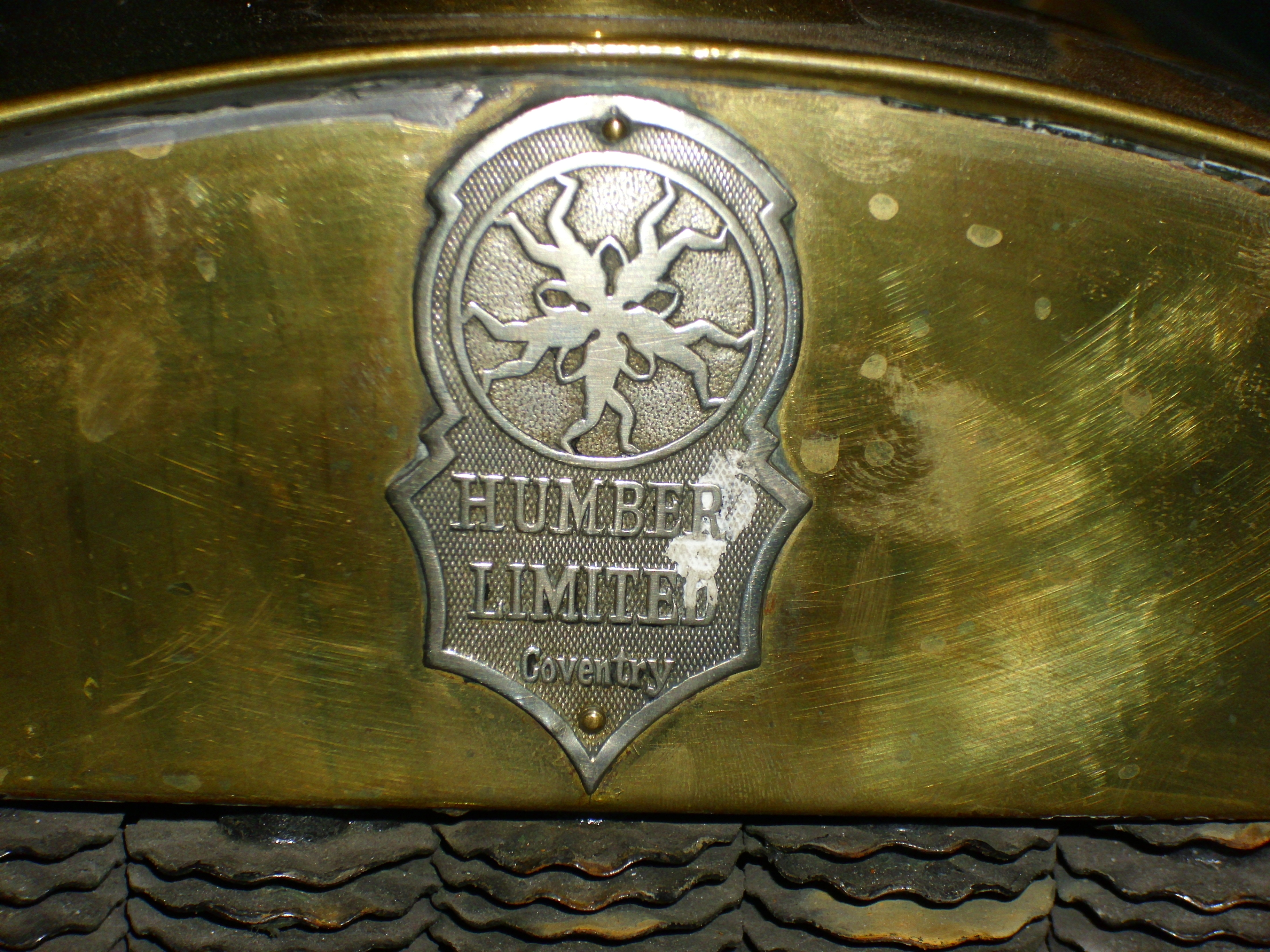
Emblem

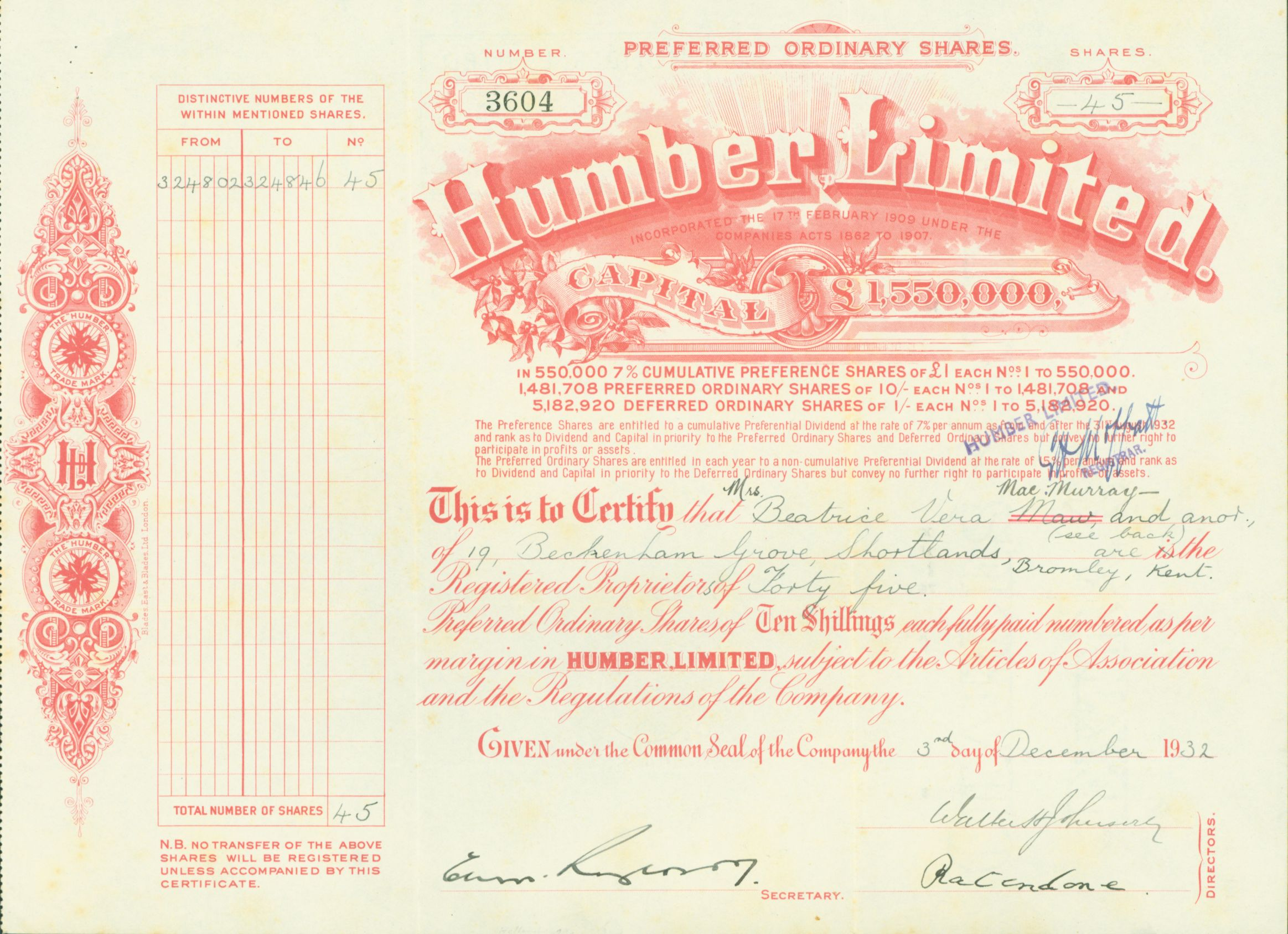
Aktie der Humber Ltd. vom 3. Dezember 1932

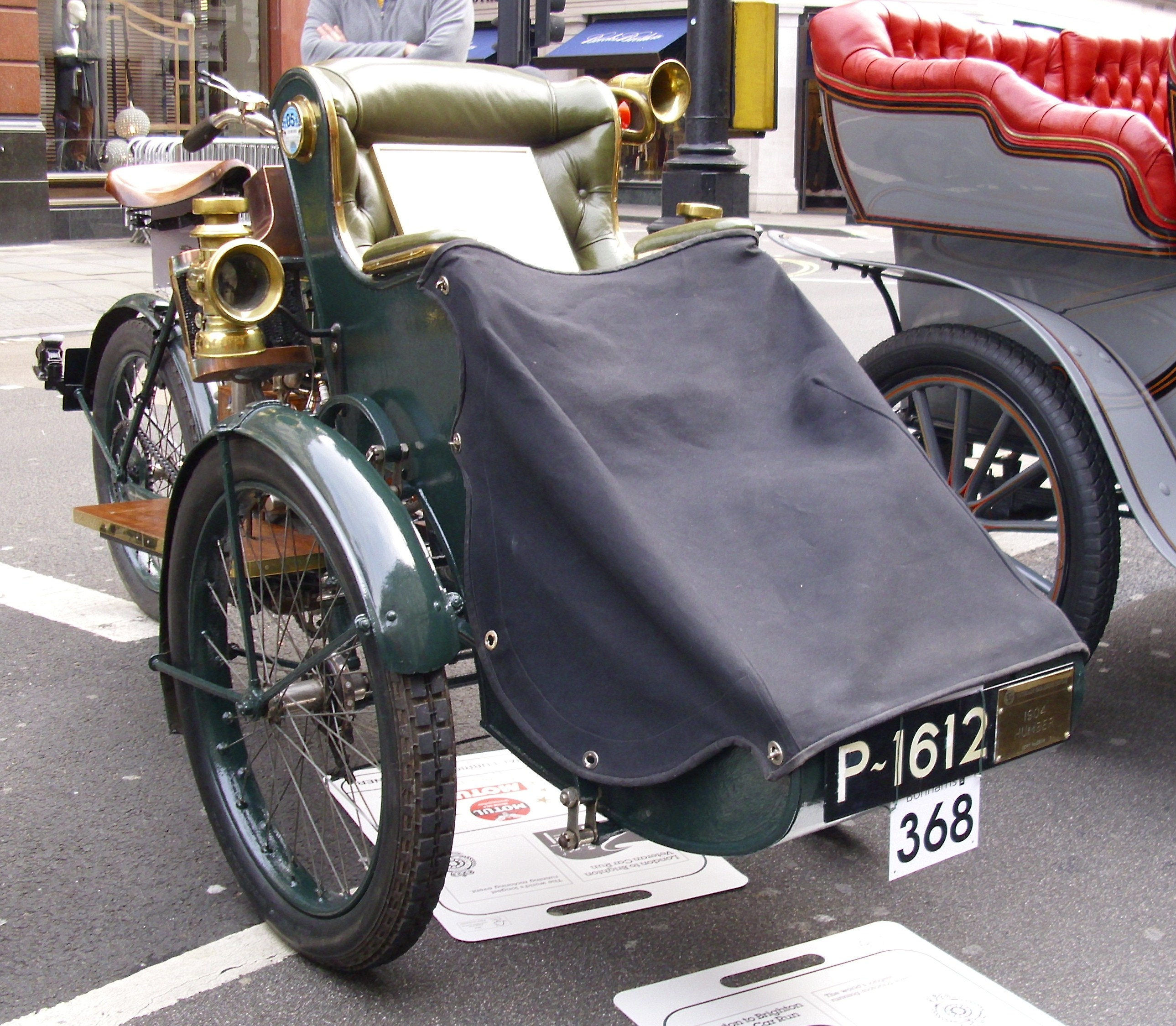
Humber Forecar von 1904

Humber Humberette von 1904

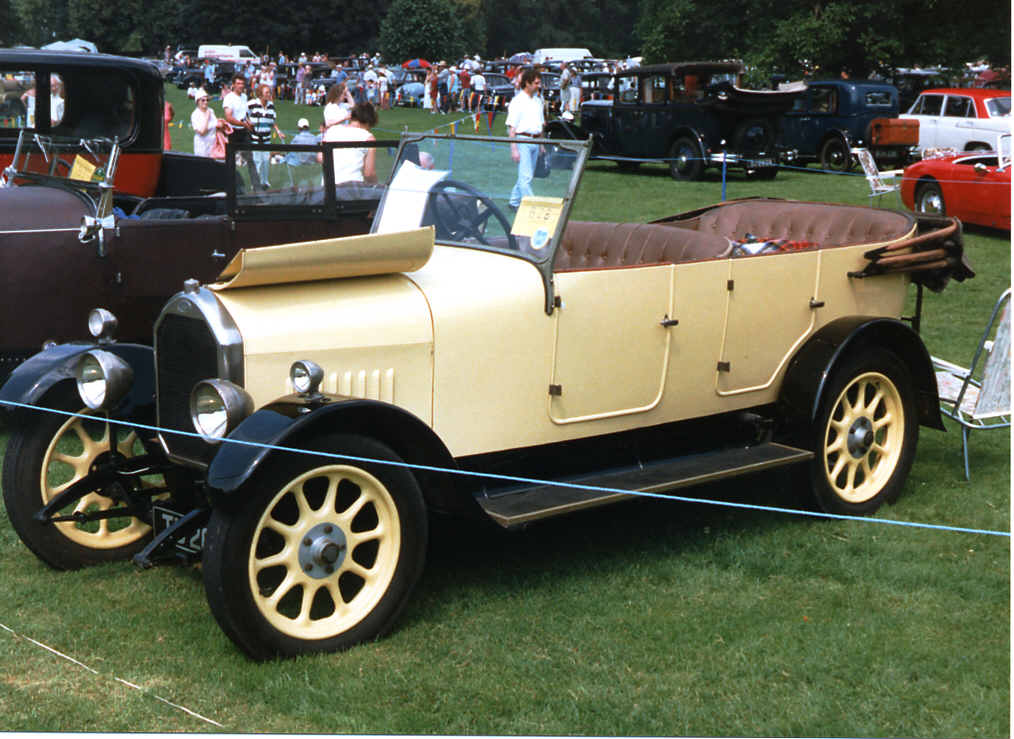
Humber 9/20 Tourer (1926)

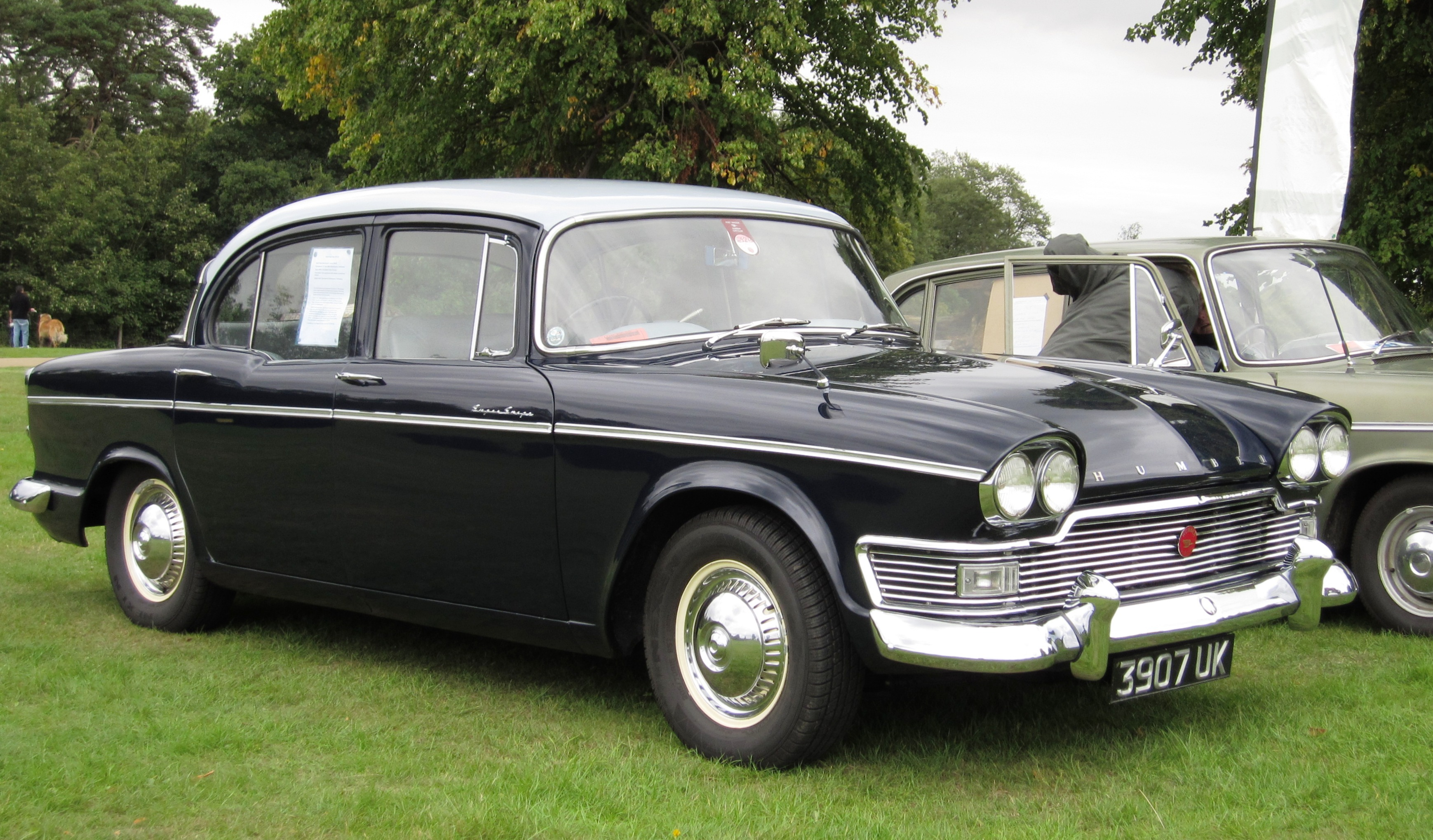
Humber Super Snipe S3 (1962)

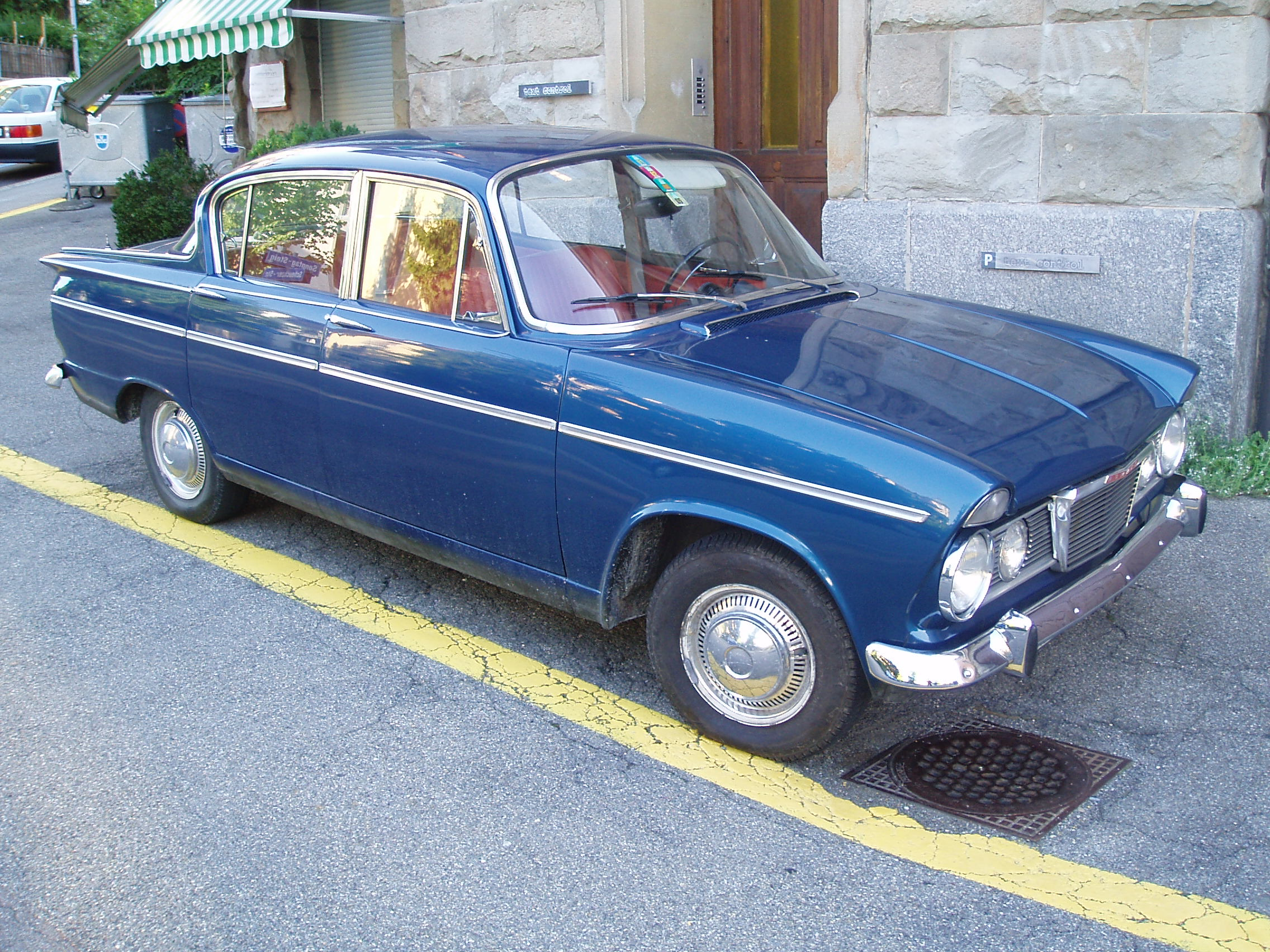
Humber Sceptre I (1964)

Humber war eine britische Automobilmarke, die auf die 1868 gegründete Fahrradfabrik von Thomas Humber zurückgeht und bis 1975 existierte. Die Gebrüder Rootes übernahmen die Firma 1931 und gliederten sie in die Rootes Group ein. Das Unternehmen stellte hauptsächlich Luxusmodelle her, wie z. B. den Humber Super Snipe.

## Geschichte
Als erstes Modell stellte Humber 1898 ein Dreiradfahrzeug her. Der erste konventionelle Vierradwagen der Firma erschien 1901. Fabriken standen in Beeston bei Nottingham und in Coventry. Die Fabrik in Beeston stellte teurere Modelle her – bekannt als „Beeston-Humbers“, aber 1908 musste diese Fertigungsstätte wegen finanziellen Problemen geschlossen werden. Vor dem Ersten Weltkrieg fertigte man eine große Modellvielfalt, von der 600-cm³-Humberette bis zu verschiedenen 6-Liter-Sechszylindermodellen. 1913 war Humber der zweitgrößte Autohersteller in Großbritannien.
1925 wandte Humber sich der Produktion von Nutzfahrzeugen zu, als sie die Firma Commer aufkauften. 1928 kam Hillman dazu, aber 1931 musste Humber seine Unabhängigkeit aufgeben, als die Gebrüder Rootes die Aktienmehrheit erwarben.
Während des Zweiten Weltkrieges wurden verschiedene Panzerspähwagen unter dem Namen Humber gebaut.
In der Nachkriegszeit gehörten zu den Hauptprodukten der 4-Zylinder-Wagen „Hawk“ und sein 6-zylindriges Pendant, der „Super Snipe“. Humber waren bei Geschäftsleuten sehr beliebt und genossen einen guten Ruf wegen ihrer eleganten Innenräume und guten Qualität.
Der US-amerikanische Chrysler-Konzern fasste 1967 die britische Rootes-Gruppe, Simca in Frankreich und Barreiros (Spanien) zu Chrysler Europe zusammen. Zunächst bauten die Firmen Fahrzeuge unter den eingeführten Marken weiter.
Die Marke Hillman wurde 1975 abgeschafft und die Fahrzeuge mit Chrysler-Emblem versehen. Letztes Humber-Modell war der Sceptre, eine Luxusversion des Hillman Minx. Der Hillman Hunter wurde ab 1977 als Chrysler Hunter verkauft, bis 1979 die Produktion eingestellt wurde, als Chrysler Europe an Peugeot verkauft und die Marke in Talbot umbenannt wurde. PKWs der Marke Talbot wurden noch bis 1986 gebaut, danach wurde der Name noch sechs Jahre lang für Nutzfahrzeuge benutzt.

## Modelle

### Modelle 1900–1916
| Typ                       | Bauzeitraum | Zylinder / Ventilsteuerung | Hubraum  |
| ------------------------- | ----------- | -------------------------- | -------- |
| 4 1/2 hp                  | 1900        | 1 / sv                     |          |
| 8 hp                      | 1902        | 2 / sv                     | 1618 cm³ |
| 12 hp                     | 1902        | 4 / sv                     | 2518 cm³ |
| 20 hp                     | 1903        | 4 / sv                     |          |
| 5 hp Humberette           | 1903        | 1 / sv                     | 611 cm³  |
| 6 1/2 hp Royal Humberette | 1904        | 1 / sv                     | 762 cm³  |
| 8 1/2 hp                  | 1903        | 3 / sv                     | 1342 cm³ |
| 14 hp                     | 1904        | 4 / sv                     | 2684 cm³ |
| 25 hp                     | 1904        | 4 / sv                     | 6068 cm³ |
| 7 1/2 hp                  | 1905        | 2 / sv                     |          |
| 8/10 hp Coventry          | 1905        | 4 / sv                     | 1910 cm³ |
| 8/10 hp Beeston           | 1905        | 4 / sv                     | 2010 cm³ |
| 10 hp                     | 1905        | 4 / sv                     | 2417 cm³ |
| 10/12 hp                  | 1905        | 2 / sv                     | 1618 cm³ |
| 10/12 hp                  | 1905–1907   | 4 / sv                     | 2364 cm³ |
| 16 hp                     | 1905        | 4 / sv                     | 3544 cm³ |
| 16/20 hp                  | 1905        | 4 / sv                     | 3686 cm³ |
| 10 hp                     | 1907        | 4 / sv                     | 1593 cm³ |
| 15 hp                     | 1907        | 4 / sv                     | 3471 cm³ |
| 20/30 hp                  | 1907        | 4 / sv                     | 5881 cm³ |
| 30/40 hp                  | 1907        | 6 / sv                     | 5155 cm³ |
| 10/12 hp                  | 1908–1909   | 4 / sv                     | 2056 cm³ |
| 20 hp                     | 1908–1909   | 4 / sv                     | 4503 cm³ |
| 30 hp                     | 1908        | 4 / sv                     | 6786 cm³ |
| 30 hp                     | 1908–1909   | 6 / sv                     | 5640 cm³ |
| 8 hp                      | 1909–1910   | 2 / sv                     | 1526 cm³ |
| 16 hp                     | 1909        | 4 / sv                     | 3563 cm³ |
| 28 hp                     | 1909        | 4 / sv                     | 4714 cm³ |
| 12 hp                     | 1910–1911   | 4 / sv                     | 2545 cm³ |
| 16/24 hp                  | 1910–1911   | 4 / sv                     | 4084 cm³ |
| 10/14 hp                  | 1911        | 4 / sv                     | 1815 cm³ |
| 12/20 hp                  | 1911–1912   | 4 / sv                     | 2545 cm³ |
| 28 hp                     | 1911–1914   | 4 / sv                     | 4849 cm³ |
| 8 hp                      | 1912–1914   | 2 / sv                     | 998 cm³  |
| 11 hp                     | 1912        | 4 / sv                     | 1743 cm³ |
| 14 hp                     | 1912        | 4 / sv                     | 2102 cm³ |
| 20 hp                     | 1912–1913   | 4 / sv                     | 3307 cm³ |
| 11 hp                     | 1913–1916   | 4 / sv                     | 1944 cm³ |
| 14 hp                     | 1913–1914   | 4 / sv                     | 2298 cm³ |
| 20 hp                     | 1913–1914   | 4 / sv                     | 3308 cm³ |
| 8 hp Humberette           | 1914–1915   | 2 / sv                     | 998 cm³  |
| 10 hp                     | 1914–1916   | 4 / sv                     | 1593 cm³ |
| 14 hp                     | 1914–1916   | 4 / sv                     | 2474 cm³ |
| 20 hp                     | 1914        | 4 / dohc                   | 3308 cm³ |

Der Humber 4.5 HP von 1900 wurde von einem wassergekühlten 4.5-PS-Motor von De Dion-Bouton angetrieben. Eines dieser Fahrzeuge nahm mit der Startnummer 21 an den Glasgow Trials im September 1901 teil, schied allerdings bereits am ersten Tag aus.
Der Kleinwagen Humberette 5 HP wurde 1903 vorgestellt. Der wassergekühlte Motor war ein stehender Einzylinder, der bei 1.500/min 5 PS (4 kW) erzeugte. Über eine Reibungskupplung und Kardanwelle wurde die Hinterachse angetrieben. Das Getriebe hatte zwei Vorwärtsgänge und Rückwärtsgang. Eine per Pedal betätige Bandbremse wirkte auf die Vorgelegewelle, eine weitere Bandbremse betätigte Bremstrommeln an der Hinterachse. Abhängig vom Produktionsort – Beeston oder Coventry – kostete die Humberette 150 £ bzw. 125 £. Eine Humberette 5 HP, gefahren von G. Burnett mit der Startnummer 53, nahm an den Phoenix Park Speed Trials in Dublin am 4. Juli 1903 teil.
Der 8.5 HP von 1903 hatte einen Dreizylindermotor (Bohrung × Hub 3,6" × 4,25" je Zylinder), Reibkonuskupplung, sowie Dreiganggetriebe mit Rückwärtsgang. Eine Kardanwelle trieb die Hinterachse an. Ein Fliehkraftregler ("governor") regelte die Kraftstoffzufuhr beim Auskuppeln.

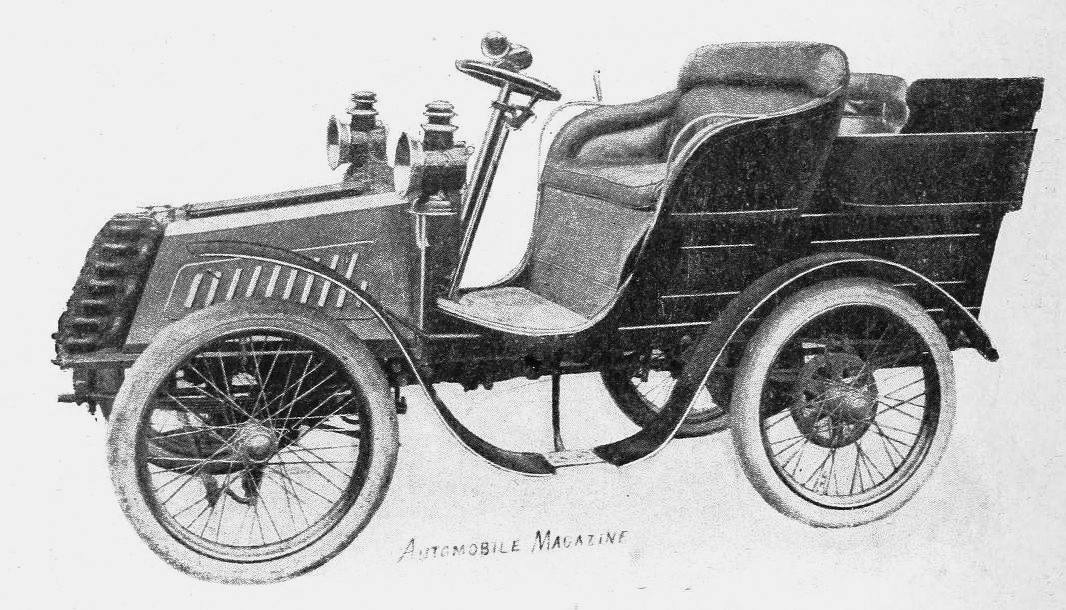
Humber 4.5 HP (1901)
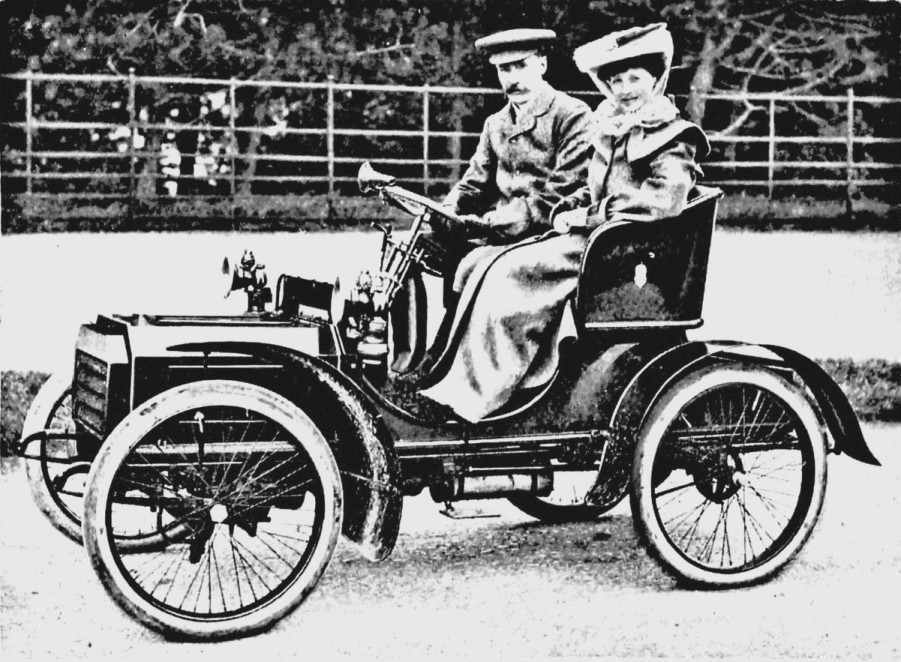
Humberette 5 HP (1903)
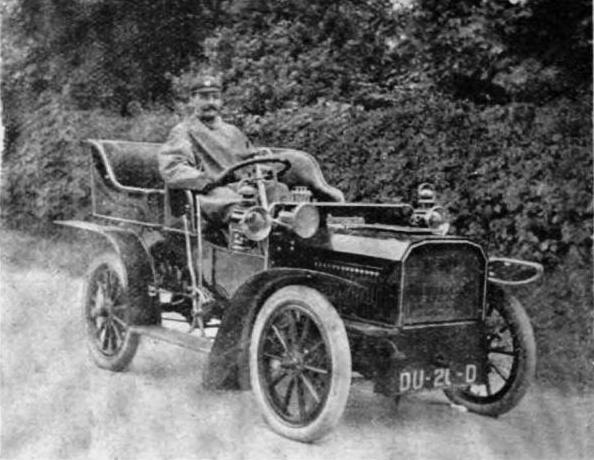
Humber 8.5 HP (1904)
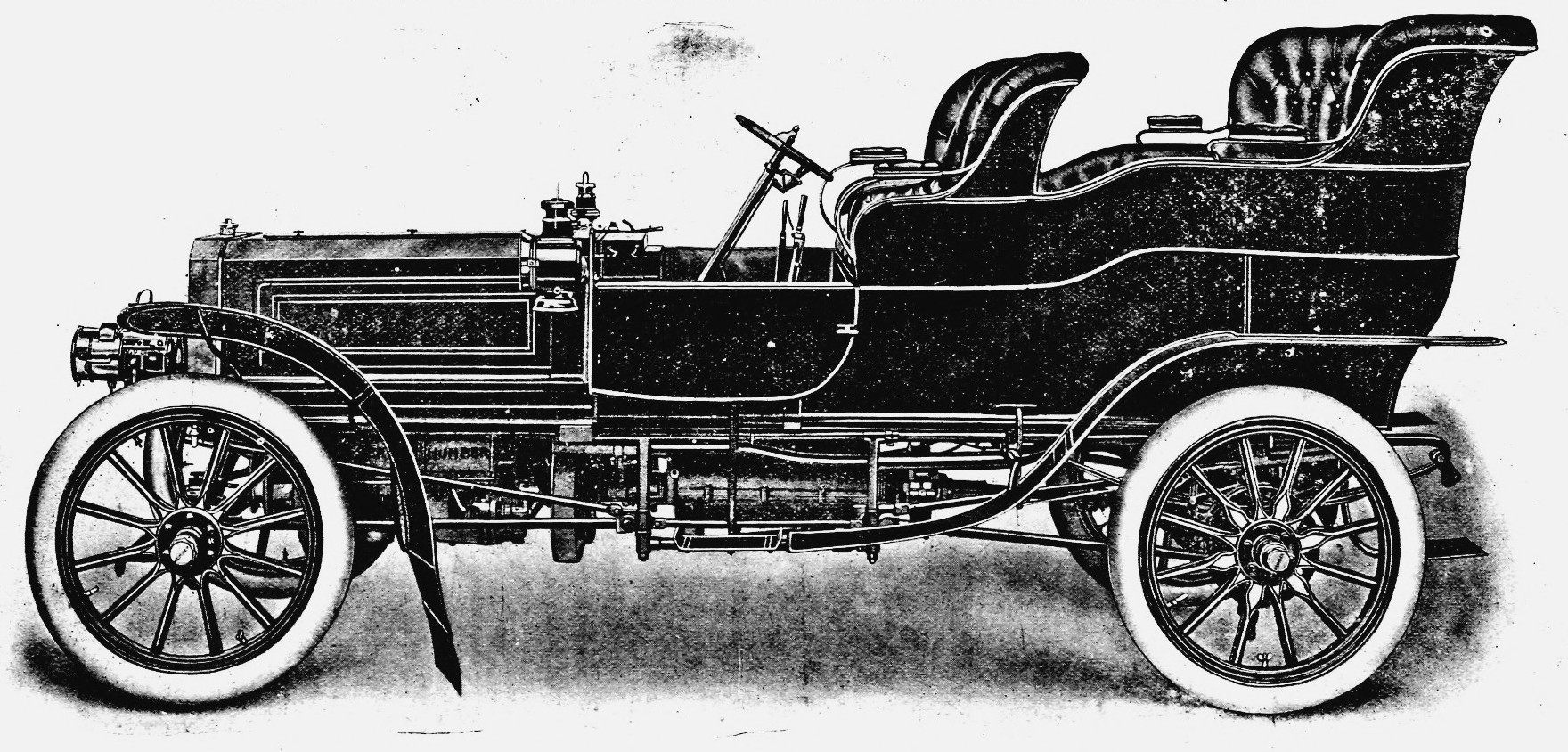
Humber 20 HP (1903)
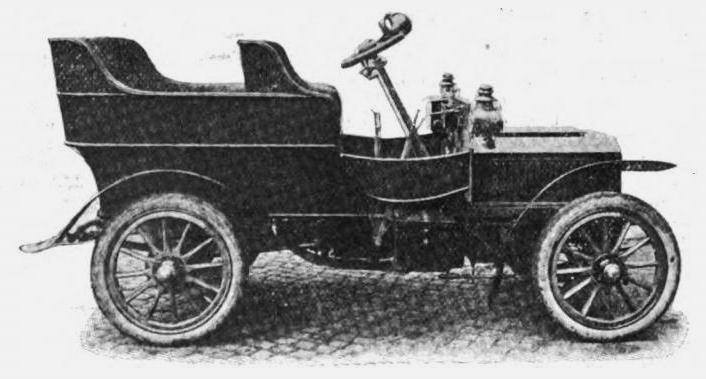
Humber 8-10 HP (1905)

### Modelle 1919–1940
| Typ         | Bauzeitraum | Zylinder / Ventilsteuerung | Hubraum  | Leistung        |
| ----------- | ----------- | -------------------------- | -------- | --------------- |
| 10,5 hp     | 1919–1923   | 4 / sv                     | 1593 cm³ | 19 bhp (14 kW)  |
| 15,96 hp    | 1919–1928   | 4 / sv                     | 2815 cm³ | 33 bhp (24 kW)  |
| 15/40 hp    | 1919–1928   | 4 / oise                   | 2815 cm³ | 33 bhp (24 kW)  |
| 10,8 hp     | 1921        | 4 / sv                     | 1743 cm³ |                 |
| 8/18 hp     | 1922–1925   | 4 / oise                   | 985 cm³  | 20 bhp (15 kW)  |
| 11,4 hp     | 1922–1925   | 4 / sv                     | 1743 cm³ |                 |
| 11,4 hp     | 1922–1925   | 4 / oise                   | 1593 cm³ |                 |
| 9/20 hp     | 1925–1928   | 4 / oise                   | 1056 cm³ |                 |
| 12/25 hp    | 1925–1927   | 4 / oise                   | 1795 cm³ |                 |
| 14/40 hp    | 1927–1929   | 4 / oise                   | 2050 cm³ |                 |
| 20/55 hp    | 1927–1928   | 6 / oise                   | 3075 cm³ |                 |
| 9/28 hp     | 1929–1930   | 4 / oise                   | 1056 cm³ |                 |
| 6/50 hp     | 1929        | 6 / oise                   | 2110 cm³ |                 |
| 20/65 hp    | 1929–1930   | 6 / oise                   | 3075 cm³ |                 |
| 16/50 hp    | 1930–1932   | 6 / oise                   | 2110 cm³ |                 |
| Snipe 80    | 1930–1935   | 6 / oise                   | 3498 cm³ |                 |
| Pullman     | 1930–1935   | 6 / oise                   | 3498 cm³ |                 |
| 16/60 hp    | 1932–1933   | 6 / oise                   | 2276 cm³ |                 |
| 12 hp       | 1932–1937   | 4 / sv                     | 1669 cm³ | 42 bhp (31 kW)  |
| 16/60 hp    | 1934–1935   | 6 / sv                     | 2276 cm³ |                 |
| 18 hp       | 1935–1937   | 6 / sv                     | 2731 cm³ |                 |
| Snipe       | 1936–1937   | 6 / sv                     | 3180 cm³ | 75 bhp (55 kW)  |
| Pullman     | 1936–1939   | 6 / sv                     | 4086 cm³ | 100 bhp (74 kW) |
| 16 hp       | 1938–1940   | 6 / sv                     | 2576 cm³ | 60 bhp (44 kW)  |
| Super Snipe | 1938–1940   | 6 / sv                     | 4086 cm³ | 100 bhp (74 kW) |
| Imperial    | 1939–1940   | 6 / sv                     | 4086 cm³ | 100 bhp (74 kW) |

### Modelle 1945–1976
| Typ                     | Bauzeitraum | Zylinder / Ventilsteuerung | Hubraum  | Leistung               |
| ----------------------- | ----------- | -------------------------- | -------- | ---------------------- |
| Hawk Mark I             | 1945–1947   | 4 / sv                     | 1944 cm³ | 56 bhp (41 kW)         |
| Snipe                   | 1945–1948   | 6 / sv                     | 2731 cm³ | 65 bhp (48 kW)         |
| Super Snipe Mark I      | 1945–1948   | 6 / sv                     | 4086 cm³ | 100 bhp (74 kW)        |
| Pullman Mark I          | 1945–1948   | 6 / sv                     | 4086 cm³ | 100 bhp (74 kW)        |
| Hawk Mark II            | 1947–1948   | 4 / sv                     | 1944 cm³ | 56 bhp (41 kW)         |
| Hawk Mark III           | 1948–1950   | 4 / sv                     | 1944 cm³ | 56 bhp (41 kW)         |
| Super Snipe Mark II     | 1948–1950   | 6 / sv                     | 4086 cm³ | 100 bhp (74 kW)        |
| Pullman Mark II         | 1948–1950   | 6 / sv                     | 4086 cm³ | 100 bhp (74 kW)        |
| Imperial Mark II        | 1949–1953   | 6 / sv                     | 4086 cm³ | 100 bhp (74 kW)        |
| Hawk Mark IV            | 1950–1952   | 4 / sv                     | 2267 cm³ | 58 bhp (42,6 kW)       |
| Super Snipe Mark III    | 1950–1952   | 6 / sv                     | 4086 cm³ | 100 bhp (74 kW)        |
| Pullman Mark III        | 1951–1953   | 6 / sv                     | 4086 cm³ | 100 bhp (74 kW)        |
| Hawk Mark V             | 1952–1954   | 4 / sv                     | 2267 cm³ | 58 bhp (42,6 kW)       |
| Super Snipe Mark IV     | 1952–1956   | 6 / ohv                    | 4139 cm³ | 113–122 bhp (83–90 kW) |
| Pullman Mark IV         | 1953–1954   | 6 / ohv                    | 4139 cm³ | 113–116 bhp (83–85 kW) |
| Imperial Mark IV        | 1953–1954   | 6 / ohv                    | 4139 cm³ | 113–116 bhp (83–85 kW) |
| Hawk Mark VI            | 1954–1957   | 4 / ohv                    | 2267 cm³ | 70 bhp (51 kW)         |
| Hawk Series I           | 1957–1959   | 4 / ohv                    | 2267 cm³ | 78 bhp (57 kW)         |
| Super Snipe Series I    | 1958–1959   | 6 / ohv                    | 2651 cm³ | 105 bhp (77 kW)        |
| Hawk Series IA          | 1959–1960   | 4 / ohv                    | 2267 cm³ | 78 bhp (57 kW)         |
| Super Snipe Series II   | 1959–1960   | 6 / ohv                    | 2965 cm³ | 121 bhp (89 kW)        |
| Hawk Series II          | 1960–1962   | 4 / ohv                    | 2267 cm³ | 78 bhp (57 kW)         |
| Super Snipe Series III  | 1960–1962   | 6 / ohv                    | 2965 cm³ | 121 bhp (89 kW)        |
| Hawk Series III         | 1962–1964   | 4 / ohv                    | 2267 cm³ | 78 bhp (57 kW)         |
| Super Snipe Series IV   | 1962–1964   | 6 / ohv                    | 2965 cm³ | 124,5 bhp (91,5 kW)    |
| Sceptre Mark I          | 1963–1965   | 4 / ohv                    | 1592 cm³ | 80 bhp (59 kW)         |
| Hawk Series IV          | 1964–1968   | 4 / ohv                    | 2267 cm³ | 78 bhp (57 kW)         |
| Super Snipe Series V    | 1964–1967   | 6 / ohv                    | 2965 cm³ | 128,5 bhp (94,5 kW)    |
| Humber New Imperial     | 1964–1967   | 6 / ohv                    | 2965 cm³ | 128,5 bhp (94,5 kW)    |
| Sceptre Mark II         | 1965–1967   | 4 / ohv                    | 1725 cm³ | 85 bhp (62,5 kW)       |
| Humber Sceptre Mark III | 1967–1976   | 4 / ohv                    | 1725 cm³ | 88 bhp (65 kW)         |

## Interessantes

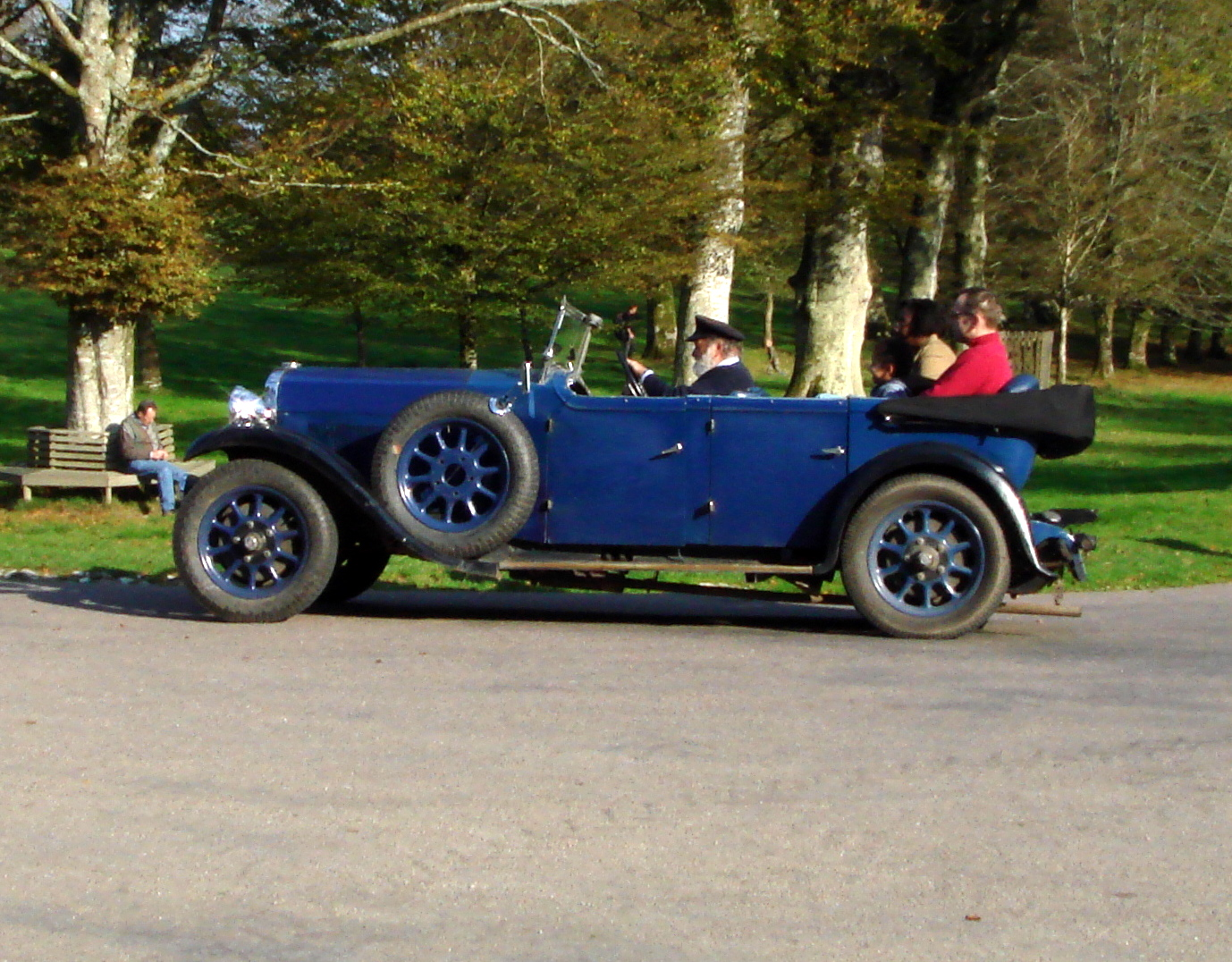
Humber tourer

Die größte Sammlung von Humber-Automobilen kann im „Marshall's Post-Vintage Humber Car Museum“ in Hull besichtigt werden. Dort sind 21 Humber-Automobile aus den Jahren 1932 bis 1970 ausgestellt und weitere 24 unrestaurierte Wagen im Fundus.
Als die britische Königin-Mutter in den 1950er Jahren Westaustralien besuchte, brachte man einen Humber für sie dorthin. Nach dem Besuch ließ man ihn auf einer Pferdekoppel zurück. 2002 wurde der Wagen wiederentdeckt. Er wurde in der Folge restauriert und befindet sich gegenwärtig in Privatbesitz.
Beim Besuch des Lanhydrock House im Bodmin-Moor in Südengland kann man sich in einem Humber Tourer Bj. 1928 chauffieren lassen.